# Concertgebouw

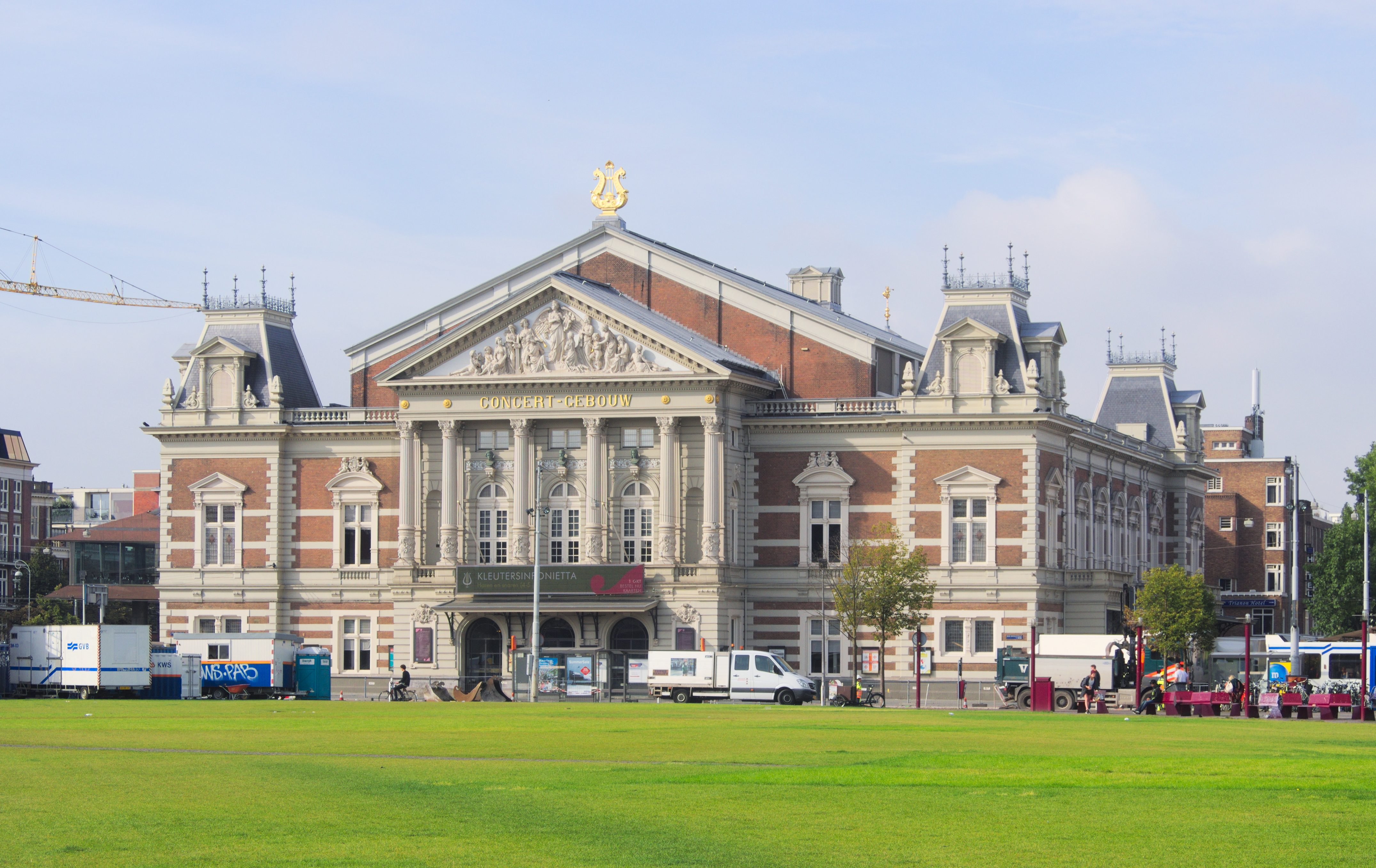
Concertgebouw.

El Real Concertgebouw es una sala de conciertos de Ámsterdam, Países Bajos. Gracias a su excelente acústica, el Concertgebouw se considera como una de las tres mejores salas de concierto del mundo, junto al Symphony Hall de Boston y el Musikverein de Viena. Es la sede de la Koninklijk Concertgebouworkest, Orquesta Real del Concertgebouw. 

## Historia

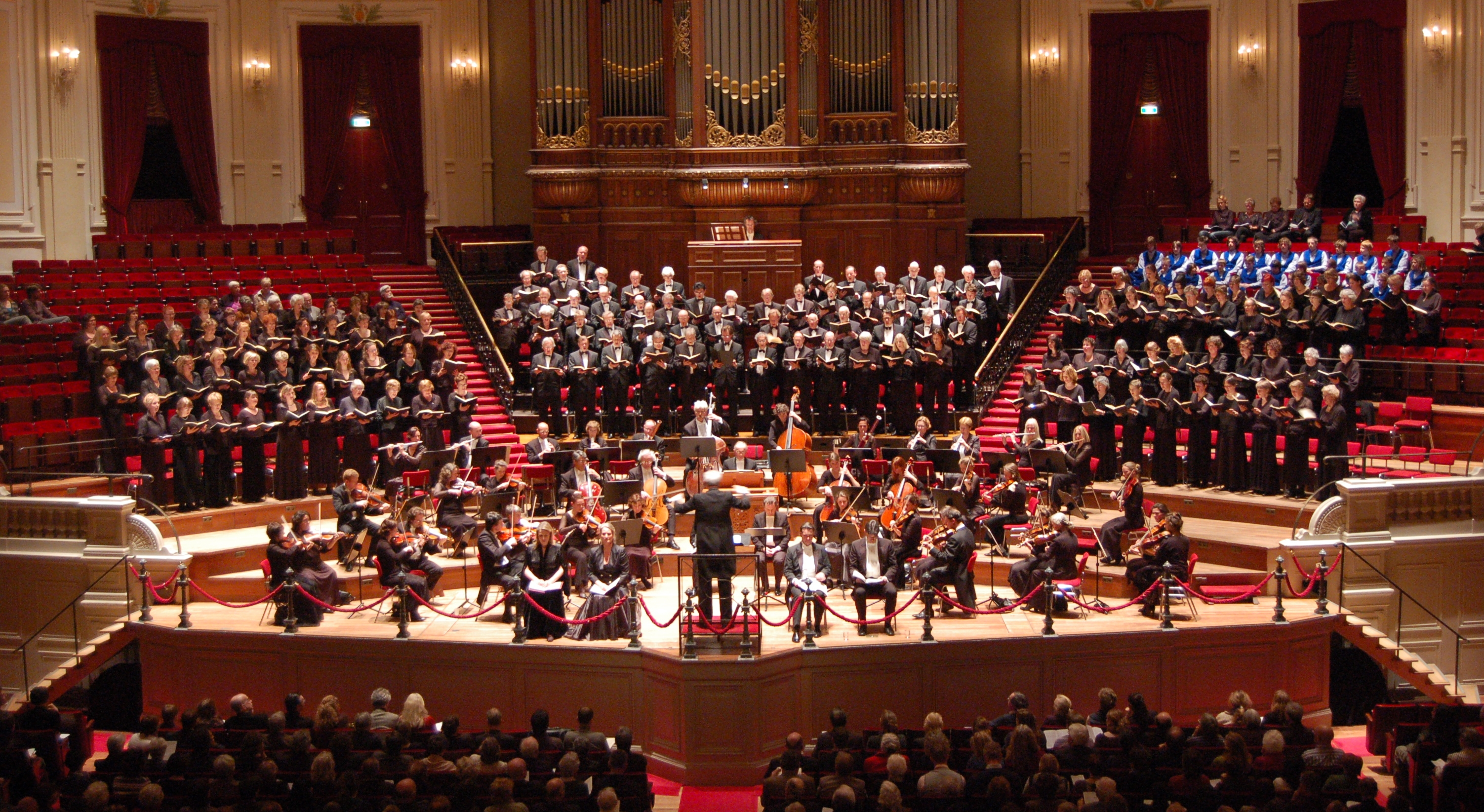
El interior del Concertgebouw.

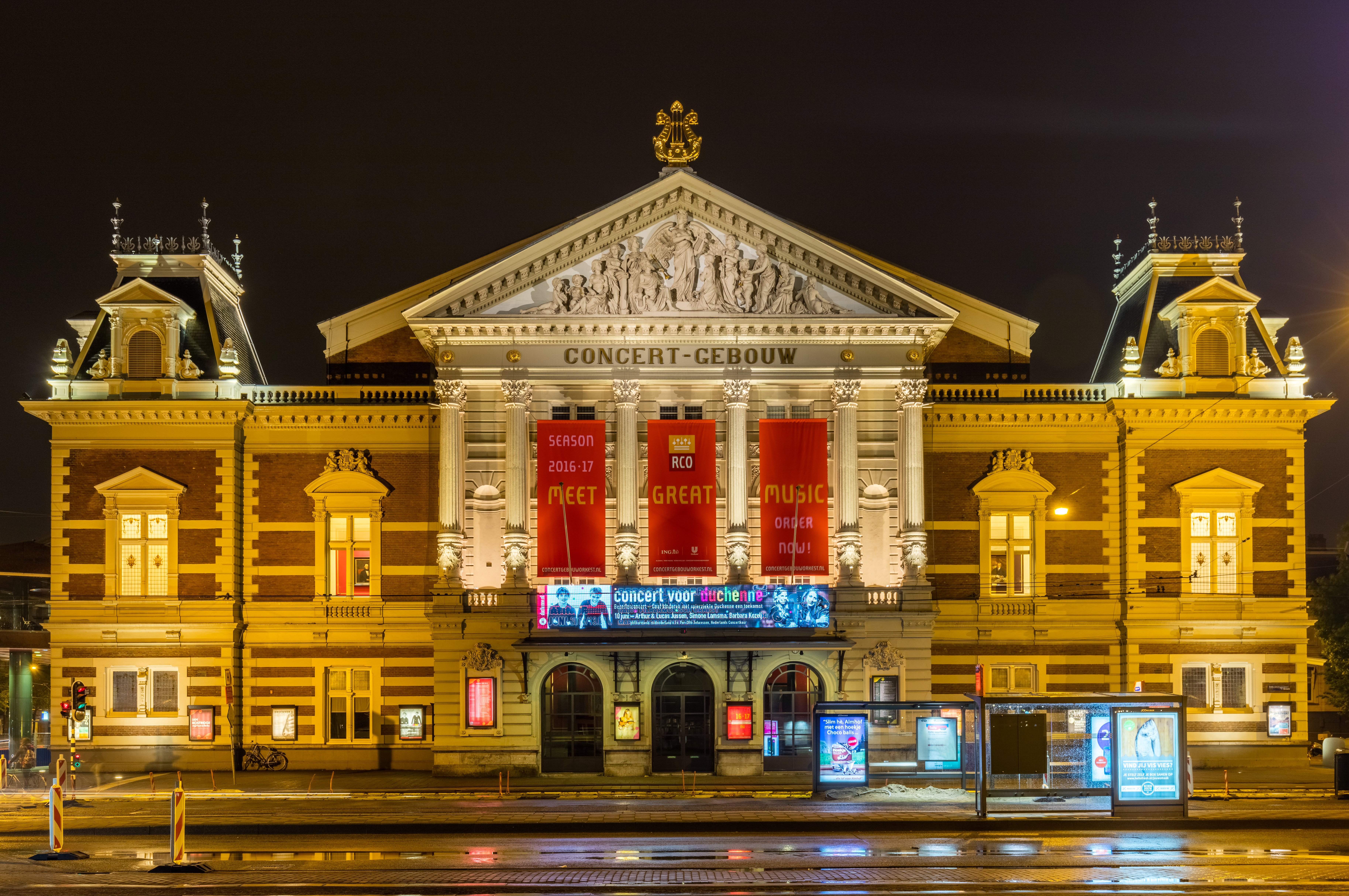
Vista nocturna.

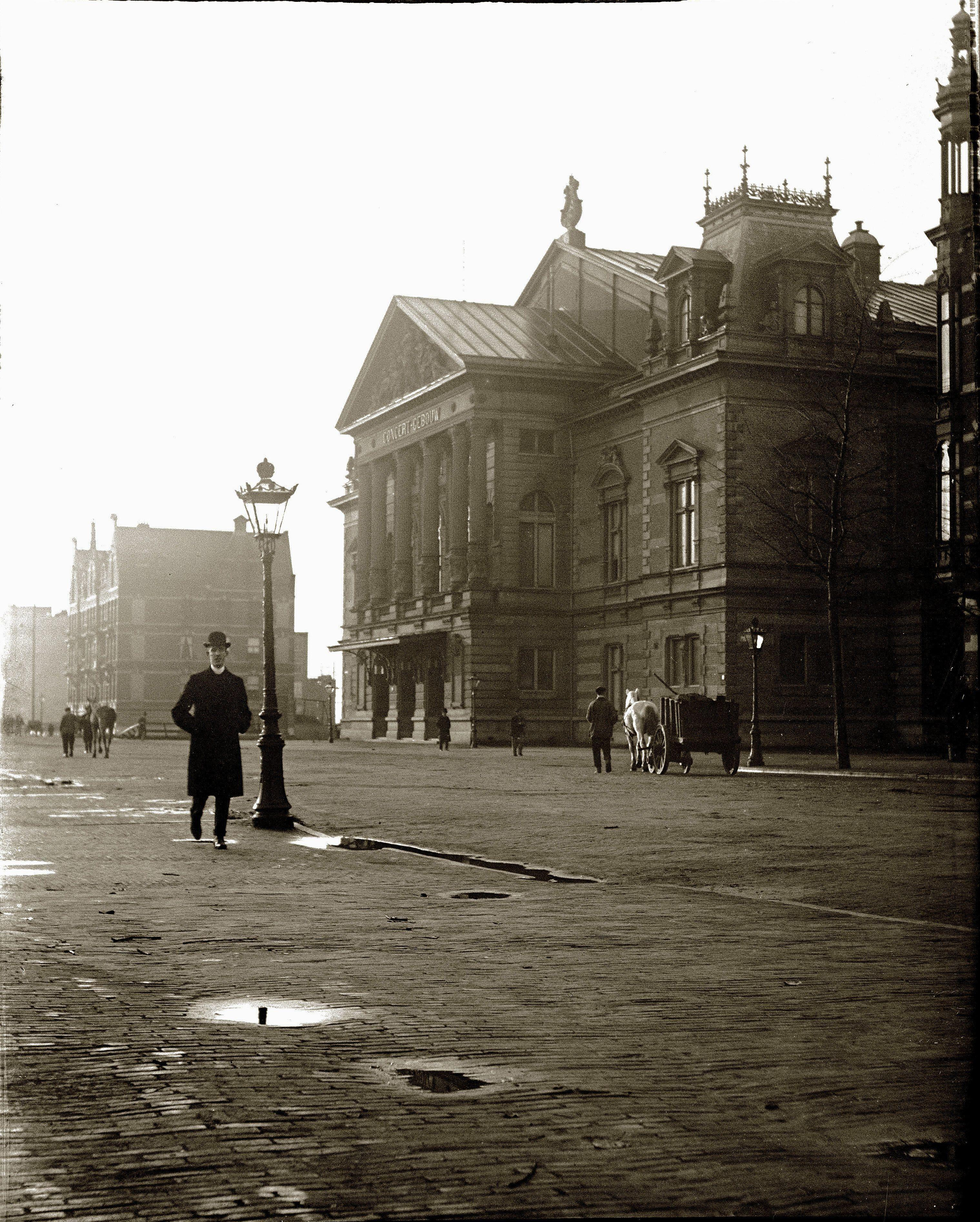
El Concertgebouw en 1902.

El arquitecto del edificio fue Adolf Leonard van Gendt, quien se basó en el Neue Gewandhaus de Leipzig, construido dos años antes y destruido en 1943, durante la Segunda Guerra Mundial. Las obras se iniciaron en 1883 en un pastizal más allá de los límites de la ciudad. Se plantaron en un terreno arenoso, 2186 pilotes de 12 a 13 metros de longitud. El salón principal fue abierto al público el 11 de abril de 1888, con un concierto inaugural en el que la orquesta de 120 músicos y un coro de 500 cantantes, interpretaron obras de Wagner, Handel, Bach y Beethoven.
La Grote Zaal (auditorio principal) tiene 44 metros de longitud, 28 de ancho, y 17 de alto; posee alrededor de 2000 asientos. El tiempo de reverberación es de 2.8 segundos sin público, 2.2 segundos con público, haciéndola una sala ideal para el repertorio romántico tardío, como el de Gustav Mahler. Esta misma característica la hace poco apta para la música amplificada.
La Kleine Zaal (auditorio pequeño) tiene forma oval y se encuentra detrás del principal, tiene 20 metros de longitud y 15 de anchura. Su íntimo espacio es apropiado para música de cámara y lieder.
Cuando la construcción se completó, la acústica no era perfecta, y se requirió mucho esfuerzo para afinar el ambiente sonoro. En las últimas restauraciones se tuvo esto en cuenta, cuidando de no alterar los materiales utilizados en la decoración interior. 
En la actualidad, en el Concertgebouw se interpretan anualmente cerca de ochocientos conciertos al año para un público de 850.000 personas, lo cual la convierte en una de las salas de concierto más visitadas del mundo.